# Somogyvár
Somogyvár je obec v jižním Maďarsku v župě Somogy, původně sídlo kláštera a klášterní vsi benediktinů. 
V roce 2015 zde žilo 1 756 obyvatel. Rozloha obce je 52,99 km².

## Historie
Opatství sv. Jiljí řádu benediktinů založil roku 1091 král Ladislav I. Uherský a určil je pro benediktinské mnichy z opatství Saint-Gilles v departementu Gard ve Francii. Klášter byl z Francie také vizitován. 
Král určil klášter za královskou nekropoli a v jeho bazilice byl roku 1095 původně pohřben a v roce 1192 kanonizován.
Klášter byl vystavěn v letech 1091-1095 v jádru staršího hradu, sídlu župana na kopci Kupavár. Trojlodní bazilika  sv. Jiljí (maďarsky Szent Egyed) se třemi polokruhovými apsidami a dvěma věžemi v západním průčelí byla postavena z cihel a patřila svými vnějšími rozměry  57 x 25,2 metru k největším sakrálním stavbám v Uhrách. Po jeho severní straně stála kvadratura kláštera.
Po smrti císaře Zikmunda začal klášter chátrat a v 16. století jej již mniši opustili. Kostel a obvodové zdi kláštera stály ještě roku 1799. 
V roce 1979 byly základy staveb prozkoumány archeologickým výzkumem a do 1 metru výšky dozděné základy obvodových stěn baziliky zpřístupněny veřejnosti. U základů klášterních staveb byla doložena gotická stavební etapa, o níž se nevědělo.

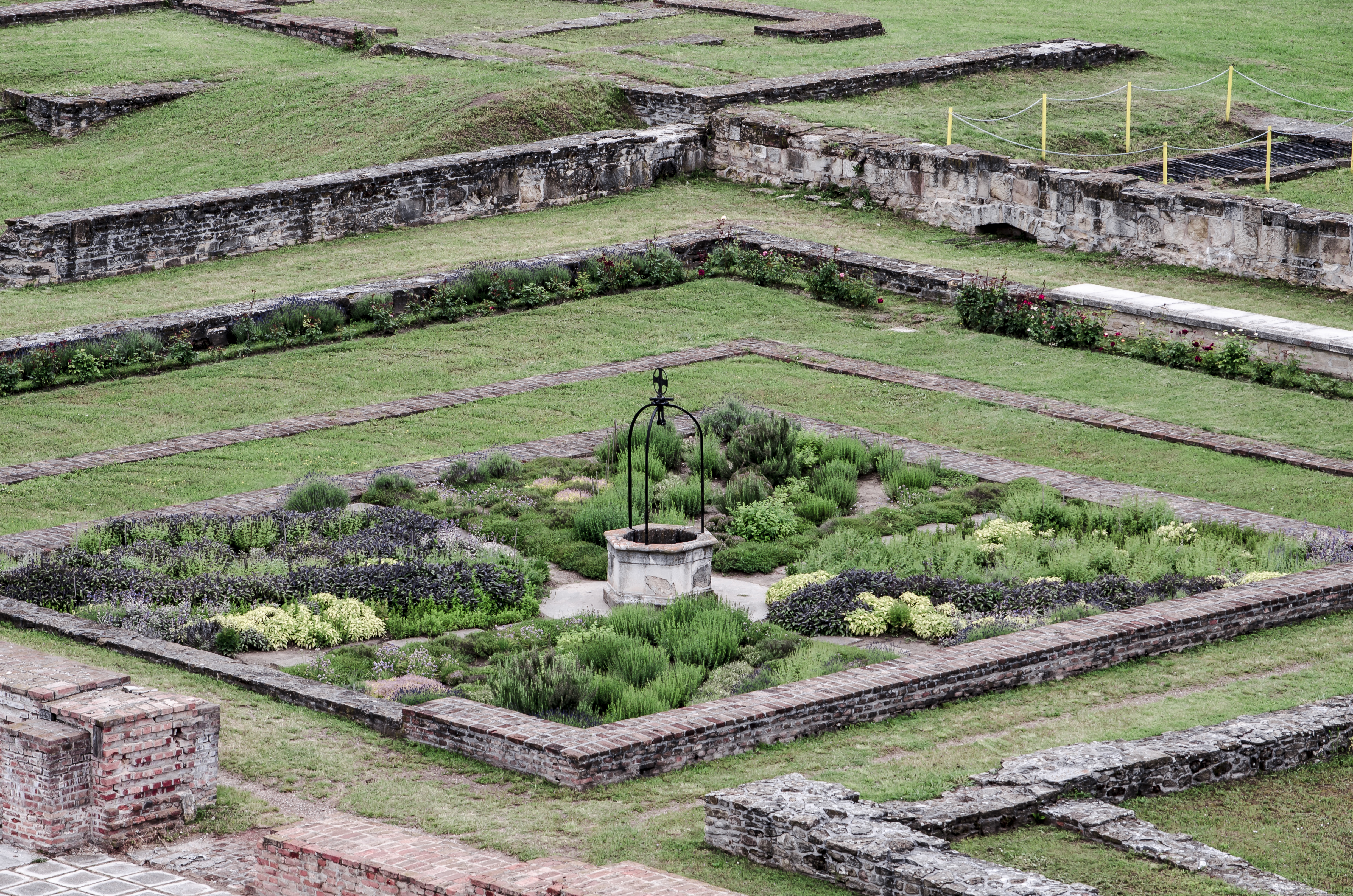
Základy kvadratury kláštera se studnou v rajském dvoře